# Jonte Karlsson
Pour les articles homonymes, voir Karlsson.
Joon-Olof « Jonte » Karlsson, né le 20 septembre 1957 à Nyköping, en Suède, est un joueur et entraîneur suédois de basket-ball.